# Magofonia
Se llama magofonia a una antigua fiesta celebrada en el imperio persa. La magofonia se instituyó en recuerdo de la matanza que sufrieron los Magos a manos de los persas. 
Cuando Ciro conquistó la Media, se formaron dos partidos representando los Magos el antiguo partido nacional. Descontentos por haber sido despojados de su autoridad por la nueva dinastía se pusieron de acuerdo aprovechando la ausencia de Cambises para restaurar la dinastía meda presentando al pueblo un falso Esmerdis lo aclamaron rey. Volvió Cambises buscando venganza pero al herirse fortuitamente, murió. El falso Esmerdis intentó asegurarse el trono liberando a los vendidos de toda contribución por espacio de tres años. Pero habiéndose descubierto que era un impostor siete señores persas se conjuraron contra él y lo asesinaron junto con los Magos que pudieron atrapar. Desde entonces se consideró día solemne el de la magofonia. 